# Simplicio de Cilicia
Simplicio (en griego, Σιμπλίκιος; Cilicia, 490 – 560) fue un filósofo neoplatónico y matemático heleno-bizantino.

## Biografía
Alumno de Amonio de Hermia en Alejandría, fue un activo integrante de la escuela neoplatónica de Atenas hasta su disolución, ordenada por Justiniano I en sus edictos contra el paganismo, en el 529. Fue uno de los siete neoplatónicos que debieron entonces emigrar a territorio dominado por los persas Sasánidas, estableciéndose en Harrán. Allí trabajó cercanamente con Damascio, a quien había conocido anteriormente en Atenas. Desde esa ciudad fronteriza la filosofía griega pasaría posteriormente a Bagdad, según algunos autores.

## Concepciones
Fue uno de los principales exponentes del neoplatonismo tardío. Ecléctico, siguiendo las tesis de Siriano de Alejandría, trató de conciliar a Platón y Aristóteles, identificando el no ser de Platón con la materia de Aristóteles, de quien acogió la teoría del "intelecto agente", separado del individuo; mientras que su ética puede considerarse derivada del estoicismo.

## Obras
Su comentario a las Categorías de Aristóteles fue publicado en Venecia en 1499 (Σιμπλικίου διδασκαλου τοῦ μεγάλου σχόλια ἀπὸ φωνῆς αὐτοῦ εἰς τας Ἀριστοτέλους κατηγορίας). También se conocen sus comentarios a otras obras de Aristóteles, como Physica, De caelo y De anima y se sabe también que escribió sendos comentarios a la Metafísica y Meteoros, aunque estos dos se han perdido. Además escribió un comentario al Enchiridion de Epicteto y otro, perdido, a los Elementos de Euclides.
A él y a Sexto Empírico se debe en gran parte la conservación del poema de Parménides. También citó en sus obras varios fragmentos de otros presocráticos.